# زبان لیدیایی
زبان لیدیایی از زبان‌های مرده خانواده زبانی زبان‌های هندواروپایی و از شاخه زبان‌های آناتولی آن است. گویشوران این زبان در لیدیا در آناتولی غربی که امروزه در خاک ترکیه جای گرفته است، بوده اَند. آثار به جای مانده از این زبان بیش از هزار اثر شامل سنگ‌نبشته‌ها ٬ نوشته‌های روی سکه و نقاشی‌های گوناگون است.